# Тримър (спътник)
Тримър или Сатурн XXX е естествен спътник на Сатурн. Открит е от Гладмън през 2000 и му е дадено условното означение S/2000 S 7. Тримър е в диаметър около 5.6 км и орбитира около Сатурн на средна дистанция 20,810 млн. мили за 1120.809 дни, при инклинация 175° към еклиптиката в ретроградно направление с ексцентрицитет 0.453.
Името му идва от скандинавската митология, където Тримр (Трим, Трюм) е великан от рода на йотуните.